# آلف بارت
آلف بارت (انگلیسی: Alf Barratt; ۱۳ آوریل ۱۹۲۰ – ۲۰۰۲ (۸۱−۸۲ سال)) بازیکن فوتبال بود.
از باشگاه‌هایی که در آن بازی کرده‌است می‌توان به باشگاه فوتبال گریمزبی تاون و باشگاه فوتبال لستر سیتی اشاره کرد.